# Коржан Олександр Іванович
Олександр Іванович Коржан — сержант Збройних сил України, учасник російсько-української війни, що загинув у ході російського вторгнення в Україну в 2022 році.

## Життєпис
Олександр Коржан народився на Херсонщині. Ще навчаючись у школі займався легкою атлетикою — бігав марафони, займався із гантелями, любив грати у футбол. Під час АТО на сході України 2016 році підписав контракт і вступив до лав ЗСУ.
Ніс військову службу в складі десантно-штурмовій бригаді на посаді головного сержанта роти. З початком повномасштабного російського вторгнення в Україну перебував на передовій.
25 лютого 2022 року Олександра Коржана із частини відкомандирували до Сум. Він відстав від співслуживців, коли ті вийшли з міста. Так, він почав набирати добровольців серед місцевих, навчав їх користуватися зброєю.
1 березня 2022 року 10 добровольців, серед яких був і Олександр Коржан, під Сумами намагалися зупинити ворожу колону техніки. Росіяни понесли великі втрати, але Олександр Коржан загинув, як і Костянтин Клочко, Руслан Мовчан, Владислав Шерстюк, Олександр Кулик, а також доброволець Нижньосироватської тероборони Володимир Савченко.

## Родина
У загиблого залишилися батьки та старший брат, які живуть у Сумах.

## Нагороди
- орден «За мужність» III ступеня (2022, посмертно) — за особисту мужність і самовіддані дії, виявлені у захисті державного суверенітету та територіальної цілісності України, вірність військовій присязі[3].